# Leda (mytologi)
 For alternative betydninger, se Leda. (Se også artikler, som begynder med Leda)
Leda var i græsk mytologi en aitolisk kongedatter, der er berømt for den umage besvangring hun blev udsat for af Zeus i en svanes skikkelse.
Hun var gift med Tyndareos, og var samme nat også i seng med ham. Resultatet blev to tvilingepar, Klytaimnestra og Helena samt Kastor og Polydeukes. Mens Klytaimnestra og Helena var af guddommelig herkomst med Zeus som far, var de to andre af mere jordisk herkomst med Tyndareos som far.
Helena blev senere årsag til den trojanske krig, da hun af prins Paris blev bortført til Troja. Klytaimnestra var indviklet i de blodige begivenheder ved sin mand Agamemnons hjemkomst fra krigen.
Motivet "Leda besvangres af svanen" har inspireret mange kunstnere gennem tiden, se f.eks. Leda og Svanen.
- Wikimedia Commons har flere filer relateret til Leda (mytologi)

| Mytologi | Spire Denne artikel om mytologi er en spire som bør udbygges. Du er velkommen til at hjælpe Wikipedia ved at udvide den. |